# Clotilde Leal-Lopez
Clotilde Leal-Lopez (Almeria (Spanje), 6 september 1961) is een Belgisch politica voor het cdH, sinds maart 2022 Les Engagés genaamd.

## Levensloop
Leal-Lopez werd geboren in Spanje, maar verhuisde met haar familie in 1967 naar België. Ze studeerde af in de fytopathologie aan de UCL en werd vervolgens onderzoeker aan de universiteit. Daarna werkte ze van 1989 tot 2000 bij het Waals Centrum voor Landbouwkundig Onderzoek in Gembloers en van 2000 tot 2014 als inspecteur voor de bestrijding van ziekten en parasieten in alle land- en tuinbouwsectoren op de dienst Landbouw van de SPW, de Gewestelijke Overheidsdienst van Wallonië. Binnen het SPW werd Leal Lopez vakbondsafgevaardigde voor de CSC en ze werd tevens voorzitter van CSC Openbare Diensten voor het gewest Namen-Dinant-Ciney. Daarnaast werd ze actief in het administratief comité van de regionale tuinbouwfederatie van Namen.
In de jaren 2000 sloot Leal Lopez zich aan bij het toenmalige cdH en voor de partij werd ze actief in de lokale politiek van Sambreville. Van 2009 tot 2012 was ze OCMW-raadslid van de stad en sinds december 2012 zetelt ze als gemeenteraadslid in de oppositie. Sinds 2016 is ze fractievoorzitter in de gemeenteraad.
Bij de Waalse verkiezingen van mei 2014 was Leal-Lopez eerste opvolger in het arrondissement Namen. In juli 2014 werd ze effectief lid van het Waals Parlement en het Parlement van de Franse Gemeenschap ter opvolging van Maxime Prévot, die Waals minister werd. In het Waals Parlement ging ze zetelen in de commissie Openbare Werken, Sociale Actie en Gezondheid en de commissie voor Gelijke Kansen tussen Mannen en Vrouwen. Als Waals Parlementslid ijverde ze ervoor om meer in te zetten op kangoeroewoningen, alsook legde ze zich toe op de strijd tegen onbewoonbare woningen en de bestrijding van zwerfvuil in de natuur en op dierenwelzijn. In die laatste materie was ze een van de gangmakers achter het voorstel tot decreet voor een verbod op onverdoofd slachten, dat in mei 2017 werd aangenomen. In het Parlement van de Franse Gemeenschap maakte ze deel uit van de commissie Onderwijs voor Sociale Promotie, Jeugd, Vrouwenrechten en Gelijke Kansen en was ze van 2015 tot 2017 tevens lid van de commissie Jeugdhulp, Justitiehuizen en Promotie van Brussel, die vanaf 2016 ook bevoegd was voor Sport. 
In juli 2017 liepen haar parlementaire mandaten ten einde. Na een coalitiewissel in de Waalse regering besliste Maxime Prévot niet terug te keren als minister, waarna hij opnieuw zijn parlementaire functies opnam en Leal Lopez haar positie als eerste opvolger weer innam. Ze nam vervolgens haar baan als ambtenaar bij de Waalse overheid weer op en werd ook bestuurster bij de Waalse Huisvestingsmaatschappij SRW, een functie die ze sinds oktober 2017 uitoefent. Ook was ze van 2013 tot 2019 bestuurder bij AISBS, de intercommunale voor gezondheidszorg in de Basse-Sambre.